# Foundation (kosmetik)
 For alternative betydninger, se Foundation. (Se også artikler, som begynder med Foundation)
Foundation er en farvet creme, der bruges til at ensfarve huden i ansigtet.
Foundations findes i mange forskellige kvalitets-versioner.
Kosmetikeksperter mener, at hvis man går med foundation, er det vigtigt at finde en, som ikke tilstopper porerne og som kan hydrere huden. Tilstopning af porerne medfører oftest filipenser.

Foundation fås i mange forskellige farver og nuancer og har til formål at matche din egen hudfarve. Måden man anvender foundation på er meget forskellig fra person til person, men de fleste anbefaler at man enten bruger en makeup svamp, en børste eller airbrush. Enkelte forsøger at bruge hænderne, men det bliver sjældent et godt resultat.
| Skønhedspleje | Spire Denne artikel om skønhedspleje er en spire som bør udbygges. Du er velkommen til at hjælpe Wikipedia ved at udvide den. |